# Chris Rea

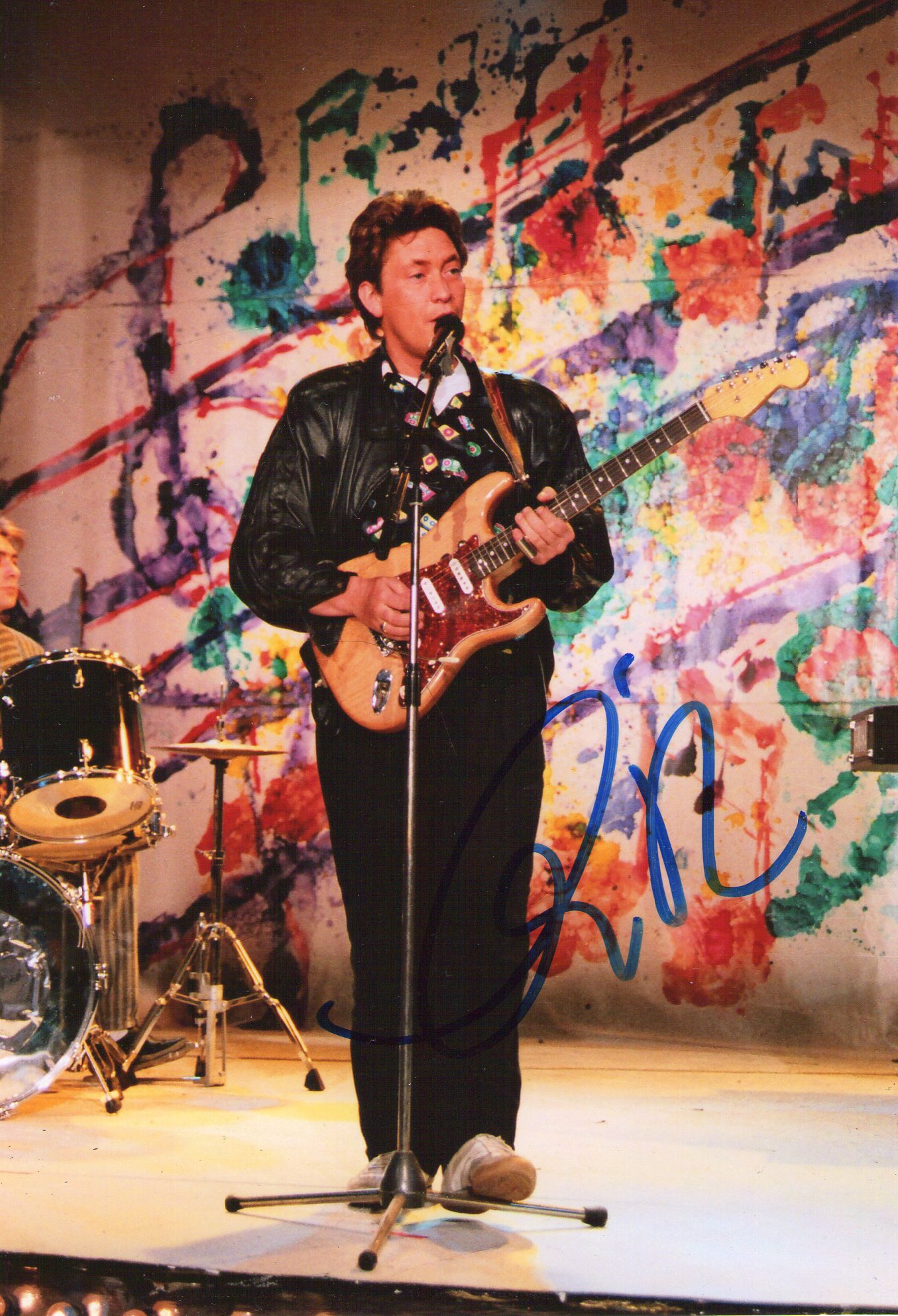
Rea w latach 80. XX w.

Christopher Anton „Chris” Rea (ur. 4 marca 1951 w Middlesbrough) – brytyjski gitarzysta, piosenkarz i autor tekstów. Sprzedał ponad 30 milionów egzemplarzy swoich płyt na całym świecie.

## Życiorys

### Rodzina i edukacja
Jest synem Camillo (zm. 2010) i Winifred (zm. 1983). Jego matka była Irlandką, a ojciec – włoskim imigrantem przybyłym na Wyspy Brytyjskie po II wojnie światowej. Ma dwóch braci: Nicka i Mike’a oraz cztery siostry: Catherinę, Geraldinę, Paulę i Camillę. Ich ojciec założył sieć lodziarni „Rea’s Ice-cream”.
W dzieciństwie zainteresował się muzyką, nauczył się gry na gitarze, pianinie, trąbce i klarnecie. Planował być dziennikarzem.

### Kariera zawodowa
W latach 70. był chórzystą w zespole Beautiful Losers. Na początku kariery zajmował się także pisaniem tekstów piosenek. W 1978 zadebiutował jako wykonawca solowy albumem pt. Whatever Happened to Benny Santini?, za którego wysoką sprzedaż otrzymał certyfikat złotej płyty w USA. Album promował m.in. singlem „Fool (If You Think It’s Over)”, z którym trafił do 12. miejsca na liście Billboard Hot 100 i który był nominowany do nagrody Grammy dla piosenki roku. Również w 1978 zagrał swój pierwszy koncert w Polsce, a trzy lata później napisał piosenkę „I Will Light a Candle for You” zainspirowaną wybuchem stanu wojennego w kraju.
Największą popularność osiągnął w Europie na przełomie lat 80. i 90. W 1982 wydał album pt. "Chris Rea", a tytułowy singiel "Loving You" z tej płyty stał się przebojem. W kolejnych latach corocznie wydawał nowe płyty: Water Sign (1983; promowana przebojem „I Can’t Hear Your Heartbeat”), Wired to the Moon (1984), Shamrock Diaries (1985; zawierająca hity „Stains by Girls” i „Josephine”) i On the Beach (1986; z tytułowym przebojem). W 1989 zaprezentował album pt. The Road to Hell, z którym dotarł do pierwszego miejsca na liście UK Albums Chart, a za wysoką sprzedaż krążka uzyskał certyfikat potrójnie platynowej płyty w Wielkiej Brytanii. Płytę promował tytułowym utworem i singlem „Tell Me There’s a Heaven?” oraz podczas kilkumiesięcznej trasy koncertowej po Europie.
W 1991 wydał album pt. Auberge, na której umieścił m.in. utwory: „Heaven” i „The Mention of Your Name”. Płyta rozeszła się w liczbie ponad 3 mln egzemplarzy na świecie i uzyskała certyfikat platynowej płyty. 20 października 1991 w hali „Spodek” w Katowicach zagrał koncert w ramach trasy o nazwie „Auberge”. W 1993 wydał album pt. God’s Great Banana Skin zawierający m.in. utwór „I Ain’t the Fool”, który dotarł do 16. miejsca na liście UK Singles Chart.
W 1996 zadebiutował jako producent filmowy i scenarzysta niskobudżetowym dramatem muzycznym La Passione, do którego napisał również ścieżkę dźwiękową.

### Życie prywatne
Żonaty z Joan Lesley, z którą ma dwie córki: Josephine (ur. 16 września 1983) i Julię (ur. 18 marca 1989). Zamieszkał w Buckinghamshire.
Od 1994 zmagał się z licznymi problemami ze zdrowiem. Najpierw zachorował na wrzody żołądka, później chorował na zapalenie otrzewnej. W 2000 zdiagnozowano u niego raka trzustki, po czym przeszedł operację wycięcia trzustki, dwunastnicy i pęcherzyka żółciowego. W 2016 przeszedł udar, a pod koniec 2017 zemdlał na scenie podczas koncertu w New Theatre w Oxfordzie, wskutek czego reszta koncertów na jego trasie została odwołana.

## Dyskografia

### Albumy studyjne
- Whatever Happened to Benny Santini? (1978)
- Deltics (1979)
- Tennis (1980)
- Chris Rea (1981)
- Water Sign (1983)
- Wired to the Moon (1984)
- Shamrock Diaries (1985)
- On the Beach (1986)
- Dancing with Strangers (1987)
- The Road to Hell (1989)
- Auberge (1990)
- God’s Great Banana Skin (1992)
- Espresso Logic (1993)
- La Passione (1996)
- The Blue Cafe (1998) – złota płyta w Polsce[14]
- The Road to Hell: Part 2 (1999)
- King of the Beach (2000)
- Dancing Down the Stony Road / Stony Road (2002)
- Blue Street (Five Guitars) (2003)
- Hofner The Blue Notes (2003)
- The Blue Jukebox (2004)
- Blue Guitars (2005)
- The Return of the Fabulous Hofner Blue Notes  (2008)
- Santo Spirito Blues (2011) – złota płyta w Polsce[15]
- Road Songs for Lovers (2017)
- One Fine Day (2019)

### Kompilacje
- New Light Through Old Windows (1988)
- The Best of Chris Rea (1994) – złota płyta w Polsce[16]
- The Very Best of Chris Rea (2001)
- Heartbeats – Chris Rea’s Greatest Hits (2005)
- The Platinum Collection – Chris Rea (2006)
- Fool If You Think It’s Over: The Definitive Greatest Hits (2008)
- Still So Far To Go (2009)
- The Journey 1978–2009 (2011)
- The Best (2018)

### Albumy koncertowe
- The Road to Hell and Back (2006)